# Sunday Eboigbe
Sunday Eboigbe (ur. 30 stycznia 1955) – nigeryjski piłkarz grający na pozycji środkowego obrońcy. W swojej karierze grał w reprezentacji Nigerii.

## Kariera klubowa
W swojej karierze Eboigbe grał w klubach takich jak: New Nigerian Bank FC, Abiola Babes FC, El-Kanemi Warriors i Iwuanyanwu Nationale. Wywalczył dwa mistrzostwa Nigerii w sezonach 1985 (z New Nigerian Bank FC) i 1989 (z Iwuanyanwu Nationale) oraz zdobył Puchar Nigerii w sezonie 1989.

## Kariera reprezentacyjna
W reprezentacji Nigerii Eboigbe zadebiutował w 1984 roku. W tamtym roku powołano go do kadry na Puchar Narodów Afryki 1984, na którym rozegrał pięć meczów: grupowe z Ghaną (2:1), z Malawi (2:2) i z Algierią (0:0), półfinałowy z Egiptem (2:2, k. 10:9) i finałowy z Kamerunem (1:3). Z Nigerią wywalczył wicemistrzostwo Afryki.
W 1988 roku Eboigbe został powołany do kadry na Puchar Narodów Afryki 1988. Na tym turnieju rozegrał pięć meczów: grupowe z Kenią (3:0), z Kamerunem (1:1) i z Egiptem (0:0), półfinałowy z Algierią (1:1, k. 9:8) i finałowy z Kamerunem (0:1). Z Nigerią ponownie został wicemistrzem Afryki. W kadrze narodowej grał do 1989 roku.